# セウネハコヨコクビガメ
セウネハコヨコクビガメ（背畝箱横首亀、学名：Pelusios carinatus）は、ヨコクビガメ科ハコヨコクビガメ属に分類されるカメ。

## 分布
ガボン、コンゴ共和国、コンゴ民主共和国西部

## 形態
最大甲長26.3cm。背甲は椎甲板の筋状の盛りあがり（キール）に向かって盛りあがり、上から見ると中央部で最も幅広くなる。種小名carinatusは「脊梁（キール）のある」の意で、和名や英名（keeled=脊梁のある）と同義。第2椎甲板のキールは特に発達し、第3-4椎甲板では後部で瘤状や畝状に突出する。第1、第5椎甲板ではあまり発達しない。後部縁甲板は弱く鋸状に尖るが、突起が不明瞭な個体もいる。背甲の色彩は黒。背甲と腹甲の継ぎ目には腋下甲板がない。
腹甲は腹甲板と股甲板の継ぎ目（シーム）で括れない。蝶番より前部の甲板（前葉）は短く、左右の腹甲板の継ぎ目の長さ（間腹甲板長）の1.5倍未満。腹甲の色彩は黄色や淡黄色で、外縁が黒い個体が多い。
頭部は中型か、やや大型。吻端はやや突出する。上顎の先端は鉤状に尖らず、また凹まない。頭部の色彩は黒や褐色で、黄色や灰色の虫食い状の斑紋や細かい斑紋が入る。四肢や尾の色彩は灰色や灰褐色で、黄色みを帯びる個体もいる。
幼体は椎甲板の縦幅より横幅が広く、キールがより発達する。また後部縁甲板の突起がより明瞭。さらに頭部の斑紋が大型。成長に伴い椎甲板の縦幅が長くなり（横幅より縦幅が長くなる個体もいる）、キールや縁甲板の突起は不明瞭になり頭部の斑紋が細かくなる。

## 分類
属内では外部および内部形態からヘンゲハコヨコクビガメに最も近縁とする説もある。

## 生態
熱帯雨林にある河川やその周囲にある湖沼、水たまりなどに生息するが、サバンナにある水場にも生息する。乾季は河川などに生息するが、雨季になると氾濫原にある乾季に干上がるような水場でも生息する。
食性は動物食の強い雑食で、昆虫類、甲殻類、貝類、魚類、両生類、植物の葉、花、果実、種子などを食べる。
繁殖形態は卵生。1回に6-12個の卵を産む。

## 人間との関係
生息地では食用とされる。
ペットとして飼育されることがあり、日本にも輸入されている。日本では2003年に初めて確実な輸入例があり、流通量は少ない。野生個体と飼育下繁殖個体共に流通する。飼育下では人工飼料にも餌付く。